# 吉博力
吉博力（Geberit 德語發音：[ˈɡəbeːrɪt]）是瑞士的一家衛浴產品生產商，它是歐洲主要的衛浴產品產商之一，也在世界其他地區經營業務。

## 歷史
1874年，卡斯帕·梅爾吉奧·卡貝特（Caspar Melchior Gebert）開始在拉珀斯维尔修排水管，1905年開始生產排水管道及其他衛浴產品。卡斯帕在1909年去世，他的兒子阿爾伯特和利奧繼承家業，公司規模逐漸擴大。
1995年，卡貝特家族將公司賣給英國的私募公司道蒂·汉森，1999年6月，該公司在瑞士證券交易所上市。